# Кунченко, Алексей Андреевич
Алексе́й Андре́евич Ку́нченко (род. 2 мая 1984, Благовещенка) — российский боец смешанного стиля, выступает среди профессионалов начиная с 2013 года. На любительском уровне является серебряным призёром чемпионата России по ММА, чемпионом России по армейскому рукопашному бою, мастер спорта по АРБ и по тайскому боксу. Выступал в организациях UFC и M-1 Global, владел титулом чемпиона M-1 в полусреднем весе.

## Биография
Алексей Кунченко родился 2 мая 1984 года. Увлёкся единоборствами ещё в детстве, пробовал себя во многих дисциплинах, в том числе в дзюдо, самбо и кикбоксинге. Впоследствии получил звания мастера спорта по армейскому рукопашному бою, став чемпионом страны в этой дисциплине, и мастера спорта по тайскому боксу.
В 2013 году дебютировал в смешанных единоборствах, на любительском уровне одержал победу в зачёте чемпионата Уральского федерального округа, после чего принял участие в чемпионате России в Челябинске, где сумел дойти до финала полусреднего веса — в решающем поединке техническим нокаутом в первом раунде уступил представителю Москвы Камалу Магомедову.
Тогда же в 2013 году Кунченко начал участвовать в профессиональных боях ММА, в дебютном поединке на турнире «Северный десант» в Ханты-Мансийске удушением сзади победил Гасана Мамедова. В 2014 году одержал победу в шести боях, в частности выступил на турнирах таких известных бойцовских организаций как M-1 Global, Fight Nights, Лига S-70. В 2015 году подписал эксклюзивный контракт с M-1 и выиграл ещё несколько поединков, в том числе нокаутировал опытного американца Рона Кеслара, ветерана Strikeforce и Bellator. Благодаря череде удачных выступлений удостоился права оспорить титул чемпиона M-1 Challenge в полусредней весовой категории, который на тот момент принадлежал Мураду Абдулаеву. Поединок между ними состоялся в апреле 2016 года — Кунченко победил Абдулаева нокаутом в четвёртом раунде и стал таким образом новым чемпионом организации.
Выиграл один рейтинговый бой у бразильца Эдуарду Рамона — соперник впервые выступал в организации и вышел на коротком уведомлении, поэтому бой был нетитульным. Затем состоялся матч-реванш с Мурадом Абдулаевым, в котором Кунченко вновь выглядел лучше и победил на сей раз раздельным решением судей. В марте 2017 года защищал титул в бою против Максима Грабовича — их поединок так же продлился все пять раундов, и все судьи отдали победу действующему чемпиону.
Состоит в оренбургском клубе «Боец», выступал за команду New Stream MMA Team, регулярно тренировался под руководством Александра Шлеменко в омском клубе «Шторм».
В ноябре 2018 года Алексей Кунченко переехал в Екатеринбург, чтобы выступать за команду «Архангел Михаил»

## Ultimate Fighting Championship
15 сентября 2018 года Кунченко дебютировал в UFC. В СК «Олимпийский» в Москве Алексей единогласным решением победил бразильца Тиагу Алвиса.
2 декабря встретился с Юcин Оками и одержал победу единогласным решением. 13 раз японец пытался перевести Алексея в партер, и 13 раз у него не получалось это сделать.
В августе 2019 года потерпел первое в карьере поражение, уступив единогласным решением бразильцу Гилберту Бёрнсу.

## Статистика в профессиональном ММА
| Боёв 27  | Побед 22 | Поражений 5 |
| -------- | -------- | ----------- |
| Нокаутом | 13       | 1           |
| Сдачей   | 1        | 0           |
| Решением | 8        | 4           |

| Результат | Рекорд | Соперник                         | Способ                                         | Турнир                                        | Дата             | Раунд | Время | Место                   | Примечание                                     |
| --------- | ------ | -------------------------------- | ---------------------------------------------- | --------------------------------------------- | ---------------- | ----- | ----- | ----------------------- | ---------------------------------------------- |
| Победа    | 22-5   | Данила Приказа                   | Раздельное решение                             | OFC 43 - Open Fighting Championship 43        | 8 июня 2024      | 3     | 5:00  | Тюмень, Россия          |                                                |
| Поражение | 21-5   | Шамиль Мусаев                    | TKO (удар ногой с разворота и добивание)       | RCC 16                                        | 28 июля 2023     | 1     | 1:26  | Тюмень, Россия          |                                                |
| Победа    | 21-4   | Глейсон Тибау                    | Единогласное решение                           | RCC 14                                        | 11 февраля 2023  | 3     | 5:00  | Тюмень, Россия          |                                                |
| Поражение | 20-4   | Магомедсайгид Алибеков           | Раздельное решение                             | RCC 13                                        | 3 декабря 2022   | 3     | 5:00  | Екатеринбург, Россия    |                                                |
| Поражение | 20-3   | Садибу Си                        | Единогласное решение                           | RFL 5                                         | 17 июня 2021     | 3     | 5:00  | Нью-Джерси, США         |                                                |
| Поражение | 20-2   | Элизеу Залески дус Сантус        | Единогласное решение                           | UFC Fight Night: Lee vs. Oliveira             | 14 марта 2020    | 3     | 5:00  | Бразилиа, Бразилия      |                                                |
| Поражение | 20-1   | Гилберт Бёрнс                    | Единогласное решение                           | UFC Fight Night: Shevchenko vs. Carmouche 2   | 10 августа 2019  | 3     | 5:00  | Монтевидео, Уругвай     |                                                |
| Победа    | 20-0   | Юсин Оками                       | Единогласное решение                           | UFC Fight Night: dos Santos vs. Tuivasa       | 2 декабря 2018   | 3     | 5:00  | Аделаида, Австралия     |                                                |
| Победа    | 19-0   | Тиагу Алвис                      | Единогласное решение                           | UFC Fight Night: Hunt vs. Oleinik             | 15 сентября 2018 | 3     | 5:00  | Москва, Россия          | Дебют в UFC.                                   |
| Победа    | 18-0   | Александр Бутенко                | Техническим нокаутом (удары руками и коленями) | M-1 Challenge 90                              | 30 марта 2018    | 3     | 4:04  | Санкт-Петербург, Россия | Защитил титул чемпиона М-1 в полусреднем весе. |
| Победа    | 17-0   | Сергей Романов                   | KO (удары руками)                              | M-1 Challenge 84                              | 27 октября 2017  | 1     | 2:35  | Санкт-Петербург, Россия | Защитил титул чемпиона М-1 в полусреднем весе. |
| Победа    | 16-0   | Максим Грабович                  | Единогласное решение                           | M-1 Challenge 75                              | 4 марта 2017     | 5     | 5:00  | Москва, Россия          | Защитил титул чемпиона М-1 в полусреднем весе. |
| Победа    | 15-0   | Мурад Абдулаев                   | Единогласное решение                           | M-1 Challenge 72                              | 18 ноября 2016   | 5     | 5:00  | Москва, Россия          | Защитил титул чемпиона М-1 в полусреднем весе. |
| Победа    | 14-0   | Эдуарду Рамон                    | Единогласное решение                           | M-1 Challenge 70                              | 10 сентября 2016 | 3     | 5:00  | Сыктывкар, Россия       | Нетитульный бой.                               |
| Победа    | 13-0   | Мурад Абдулаев                   | TKO (удары руками)                             | M-1 Challenge 65                              | 8 апреля 2016    | 4     | 3:12  | Санкт-Петербург, Россия | Выиграл титул чемпиона М-1 в полусреднем весе. |
| Победа    | 12-0   | Карлос Алешандре Перейра         | TKO (удары руками)                             | Золото скифов 2015                            | 21 ноября 2015   | 1     | 0:00  | Оренбург, Россия        |                                                |
| Победа    | 11-0   | Алешандри Рамос                  | TKO (удары руками)                             | M-1 Challenge 62                              | 10 октября 2015  | 1     | 4:32  | Сочи, Россия            |                                                |
| Победа    | 10-0   | Рон Кеслар                       | KO (удар рукой)                                | Лига S-70: Платформа VI                       | 29 августа 2015  | 3     | 1:35  | Сочи, Россия            |                                                |
| Победа    | 9-0    | Дез Паркер                       | KO (удары руками)                              | M-1 Challenge 57                              | 2 мая 2015       | 1     | 2:55  | Оренбург, Россия        |                                                |
| Победа    | 8-0    | Григорий Кичигин                 | TKO (удары руками)                             | M-1 Challenge 54 / ACB 12                     | 17 декабря 2014  | 1     | 2:33  | Санкт-Петербург, Россия |                                                |
| Победа    | 7-0    | Ронни Александер Ландаэта Утрера | Единогласное решение                           | Золото скифов 2014                            | 18 октября 2014  | 3     | 5:00  | Оренбург, Россия        |                                                |
| Победа    | 6-0    | Адиль Боранбаев                  | TKO (удары руками)                             | Лига S-70: Платформа V                        | 9 августа 2014   | 2     | 4:46  | Сочи, Россия            |                                                |
| Победа    | 5-0    | Фелипе Сальвадор Нсуэ Айиугоно   | TKO (удары руками)                             | Fight Nights: Битва под Москвой 16            | 11 июля 2014     | 2     | 4:05  | Москва, Россия          |                                                |
| Победа    | 4-0    | Анатолий Сафронов                | TKO (отказ от продолжения)                     | M-1 Challenge 47                              | 4 апреля 2014    | 3     | 2:00  | Оренбург, Россия        |                                                |
| Победа    | 3-0    | Геннадий Ковалёв                 | TKO (удары руками)                             | FEFoMP International Tournament of Pankration | 8 марта 2014     | 2     | 4:13  | Южно-Сахалинск, Россия  |                                                |
| Победа    | 2-0    | Яни Ридасмаа                     | TKO (остановлен секундантом)                   | Tyumen Fight Night                            | 4 августа 2013   | 2     | 0:00  | Тюмень, Россия          |                                                |
| Победа    | 1-0    | Гасан Мамедов                    | Сдача (удушение сзади)                         | Северный десант                               | 11 мая 2013      | 2     | 3:43  | Ханты-Мансийск, Россия  |                                                |